# Dendrobium hirtulum
Dendrobium hirtulum är en orkidéart som beskrevs av Robert Allen Rolfe. Dendrobium hirtulum ingår i släktet Dendrobium, och familjen orkidéer.
Artens utbredningsområde är Burma. Inga underarter finns listade i Catalogue of Life.